# Dale R. Corson
Dale Raymond Corson, né le 5 avril 1914 à Pittsburg (Kansas) et mort le 31 mars 2012 à Ithaca dans l'État de New York, à quelques jours de son 98e anniversaire, est un physicien américain. Il a fait partie de l'équipe qui découvrit l'astate en 1940, et joua un rôle important dans le National Advisory Committee for Aeronautics. Il fut président de l'université Cornell de 1969 à 1977.